# Sytnica
Sytnica (ukr. Ситниця) – wieś na Ukrainie, w obwodzie wołyńskim, w rejonie maniewickim.